# تریپل کرون رکوردز
تریپل کرون رکوردز (انگلیسی: Triple Crown Records) یک شرکت پخش موسیقی است که در نیویورک توسط فرد فلدمن پایه‌گذاری شده است. این شرکت دارای قرارداد با گروه‌هایی چون تروس و د دیر هانتر است. تریپل تاون رکوردز اولین قراردادش را با برند نیو در سال ۲۰۰۱ بست.این شرکت بخشی از ایست وست رکوردز، زیرمجموعهٔ گروه موسیقی وارنر است و توسط ای‌دی‌ای موسیقی‌اش را توزیع می‌کند.